# Орловец (Габрово)
Вижте пояснителната страница за други значения на Орловец.
„Орловец“ е многофункционална (спортна, концертна и пр.) зала в Габрово.
Проектирана е от арх. Карл Кандулков и е построена под ръководството на архитект Борис Пейнов. Тя е сред най-луксозните зали в страната, разполага с над 2000 меки седалки, 4 вип ложи. Тя е лицето на габровската спортна база.
В спортната зала се провеждат тренировки на елитните отбори по волейбол и хандбал. Играят се квалификации.

## Мероприятия
През годините спортна зала „Орловец“ е домакин на множество спортни, културни и политически мероприятия:
Спортни
- Първенство по футзал за Купата на Община Габрово
- Национално първенство по вдигане на тежести
- Национален шампионат по бокс за кадети
- Национален турнир по киокушин
- Световно първенство по хандбал за аматьори
- Европейско първенство по хандбал за жени
- Квалификационен турнир за европейско първенство по хандбал юноши
- Европейско първенство по волейбол за жени
- Първенство по волейбол за мъже
- Открит турнир „Михаил Петров“
- Открит турнир по спортни танци за Купата на Община Габрово

Концерти
- ансамбъл „Филип Кутев“,
- „Фамилия Тоника“,
- „Сигнал“,
- „Щурците“,
- Слави Трифонов,
- Георги Христов
- и много др.

Други
- конгрес на НДСВ
- модни ревюта